# Obrzynowo (gromada)
Obrzynowo – dawna gromada, czyli najmniejsza jednostka podziału terytorialnego Polskiej Rzeczypospolitej Ludowej w latach 1954–1972.
Gromady, z gromadzkimi radami narodowymi (GRN) jako organami władzy najniższego stopnia na wsi, funkcjonowały od reformy reorganizującej administrację wiejską przeprowadzonej jesienią 1954 do momentu ich zniesienia z dniem 1 stycznia 1973, tym samym wypierając organizację gminną w latach 1954–1972.
Gromadę Obrzynowo z siedzibą GRN w Obrzynowie utworzono – jako jedną z 8759 gromad na obszarze Polski – w powiecie suskim w woj. olsztyńskim na mocy uchwały nr 26 WRN w Olsztynie z dnia 4 października 1954. W skład jednostki weszły obszary dotychczasowych gromad Obrzynowo i Stankowo oraz miejscowość Jakubowo z dotychczasowej gromady Jakubowo ze zniesionej gminy Różnowo w tymże powiecie. Dla gromady ustalono 13 członków gromadzkiej rady narodowej.
1 stycznia 1959 powiat suski przemianowano na powiat iławski.
1 stycznia 1960 do gromady Obrzynowo włączono wsie Lubnowy Małe i Lubnowy Wielkie oraz osady Janowo i Pachutki ze zniesionej gromady Lubnowy Małe w tymże powiecie.
Gromadę zniesiono 22 grudnia 1971, a jej obszar włączono do gromad Prabuty (miejscowości Bronowo Małe, Jakubowo, Obrzynowo, Pachutki i Stańkowo) i Susz (miejscowości Janowo, Lubnowy Małe i Lubnowy Wielkie) w tymże powiecie.